# The Rose, Vol. 2
The Rose, Vol. 2 – kompilacja oparta na poezji amerykańskiego rapera 2Paca. Została wydana 20 września 2005 roku.

## Lista utworów
1. „Intro” – Black Ice
2. „Power of a Smile” – Bone Thugs-n-Harmony
3. „The Eternal Lament” – Celina
4. „Fallen Star” – Talib Kweli
5. „In the Depths of Solitude” – Ludacris
6. „Movin On” – Lyfe Jennings
7. „Life Through My Eyes” – Tupac & Memphis Bleek
8. „When Ure Heart Turns Cold” – Outlawz
9. „Black Woman” – Jamal Joseph & Che Davis
10. „Only 4 the Righteous” – Yo-Yo
11. „Where There Is a Will...” – Boot Camp Clik
12. „When Ur Hero Falls” – Impact Kids
13. „And 2morrow" – Shock G
14. „If I Fail” – Dead Prez
15. „Poetry” – Amber and Morgan (Pac’s Kids)